# Centralny Ośrodek Szkolenia Młodszych Specjalistów Logistyki
Centralny Ośrodek Szkolenia Młodszych Specjalistów Logistyki (COSMSL) – szkolna jednostka Wojska Polskiego.

## Historia Ośrodka
Ośrodek sformowany został z dniem 1 marca 1995 roku, zgodnie z zarządzeniem szefa Sztabu Generalnego WP z 18 października 1994 roku i zarządzeniem dowódcy Pomorskiego Okręgu Wojskowego z 19 listopada 1994 roku. Przejął on zadania szkoleniowe:
- Ośrodka Szkolenia Służb Kwatermistrzowskich w Grudziądzu (rozformowany 28 lutego 1995 roku);
- 31 Ośrodka Szkolenia Specjalistów Samochodowych w Grudziądzu (jw.);
- Wojskowego Ośrodka Szkolenia Kucharzy w Chełmie Lubelskim w zakresie szkolenia kucharzy;
- Wojskowego Ośrodka Szkolenia Służby Zakwaterowania i Budownictwa w Giżycku w zakresie szkolenia specjalistów pożarnictwa.

2 grudnia 1995 roku Ośrodek otrzymał sztandar ufundowany przez społeczeństwo Ziemi Grudziądzkiej.
Jednostka zakwaterowana była w obiektach koszarowych w Grudziądzu przy ul. Bema i ul. Jagiełły oraz w m. Grupa. Podstawowym zadaniem Centralnego Ośrodka Szkolenia Młodszych Specjalistów Logistyki było szkolenie dla potrzeb Sił Zbrojnych RP młodszych specjalistów logistyki m.in. specjalistów pożarnictwa, służby żywnościowej, służby MPS, elektromechaników, operatorów żurawi oraz kandydatów na kierowców kategorii „C”. Zadania jednostki obejmowały szkolenie żołnierzy zawodowych służby stałej i kontraktowej, żołnierzy zasadniczej nadterminowej służby wojskowej, żołnierzy zasadniczej służby wojskowej oraz pracowników wojska.
Ośrodek podlegał bezpośrednio dowódcy Pomorskiego Okręgu Wojskowego. 27 stycznia 2001 roku przeniesiono go w podporządkowanie Dowódcy Wojsk Lądowych. 28 lutego 2002 roku, na mocy rozkazu Dowódcy Wojsk Lądowych Ośrodek został rozformowany, a na jego bazie sformowany został 1 Ośrodek Szkolenia Kierowców.

## Komendanci Ośrodka
- płk Eugeniusz Konieczny (1995–1998);
- płk Zdzisław Kalbarczyk (1998–2002).